# جرد فابر
جرد فابر (به انگلیسی: jared faber) که با نام جی رادیکال شناخته می‌شود، موسیقیدان، آهنگساز و تهیه‌کننده آمریکایی است که عمدتاً در تلویزیون و فیلم فعالیت می‌کند. از او در آکادمی ملی علوم و هنرهای ضبط در ایالت متحده تقدیر شده و وی برنده چندین جایزه گرامافون و نامزد دریافت جایزه اِمی است. او تم آهنگ‌های Oobi, As Told by Ginger, Emily's Reasons Why Not، و Suburgatory را ساخت.

## شغل
فابر در شهر نیویورک بزرگ شد، در دبیرستان هنرهای نمایشی تحصیل کرد، و بعداً تحصیلات موسیقی خود را در کالج موسیقی برکلی ادامه داد و در تنظیم و آهنگسازی جاز تحصیل کرد. فابر در لس‌آنجلس اقامت دارد و کار می‌کند. او نیمی از تیم تولید urban legend را با همکارش شریک است